# Charles Ragon de Bange
Charles Ragon de Bange (Balignicourt, 17 ottobre 1833 – Le Chesnay, 9 luglio 1914) è stato un militare e progettista francese.
 Fu l'ideatore di un sistema d'arma, l'otturatore de Bange, che accrebbe la velocità di caricamento dei cannoni, assicurando nel contempo la tenuta dei gas. Il sistema, o sue derivazioni, è ancora usato (es. M777) qualora la carica di lancio sia contenuta in sacche. Se la carica di lancio è  contenuta in un bossolo in ottone, questi, dilatandosi al momento dello sparo garantisce la tenuta.

## Carriera militare
Entrò nella École polytechnique nel 1853, per entrare poi nell'arma di artiglieria. Da lieutenant partecipò alla battaglia di Solferino e San Martino e, rientrato in patria, scelse di transitare nei servizi tecnici dell'Armée de terre. Promosso capitano nel 1862, servì nel 9e Régiment di Besançon (dal 1867 al 1869), per entrare poi nell'Atelier de précision del Dépôt Central di Parigi (1869-1882). Divenne chef d'escadron nel 1874, tenente colonnello nel 1878 e colonnello nel 1880. Ricevette l'onorificenza di Cavaliere della Legion d'Onore nel 1876 e divenne Commendatore nel 1889.

## Carriera professionale
I rapidi progressi tecnici avvenuti dopo il 1870 vennero rapidamente assimilati dall'esercito francese, per colmare il distacco con i Prussiani dopo la sconfitta di Sedan. I cannoni Gribeauval in bronzo furono sostituiti nel 1870 dal sistema de Reffye, a retrocarica, e nel 1875 dal sistema Lahitolle, con l'impiego dell'acciaio nella realizzazione delle canne. La comparsa della melinite e della polvere infume aumentarono le prestazioni delle munizioni. Parallelamente anche le armi portatili subirono una rapida evoluzione, con l'entrata in servizio dello Chassepot.
Dal 1882 al 1889 de Bagne fu direttore della Société anonyme des anciens établissements Cail, lavorando come progetti sta di armi ma anche nella loro commercializzazione, come per esempio in Serbia.

### Otturatore de Bange

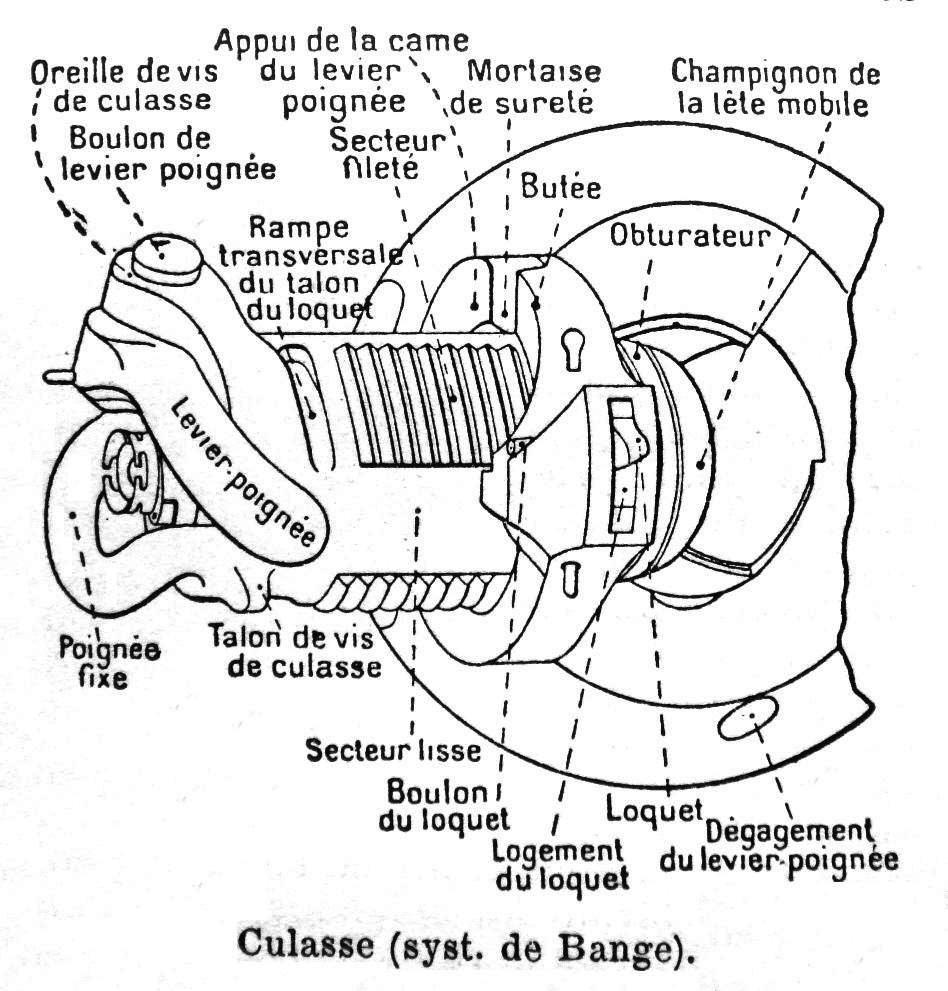
Culatta di cannone con sistema de Bange aperto.

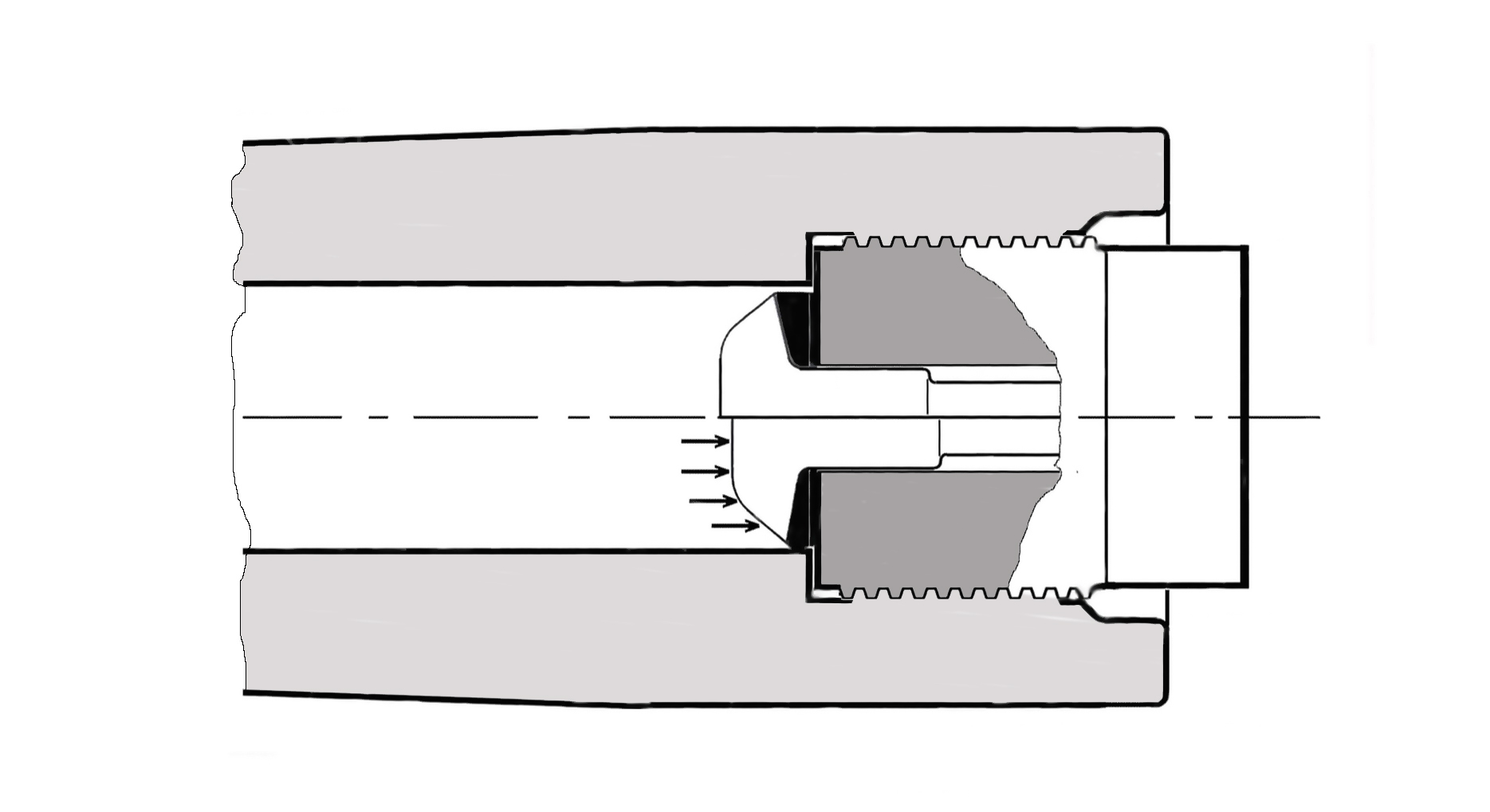
Funzionamento dell'otturatore de Bange, con il fungo rappresentato a riposo (metà superiore) e sotto pressione con la guarnizione espansa (metà inferiore).

Nel 1872, de Bange progettò il sistema de Bange, un tipo di otturatore per cannoni che permetteva una maggiore tenuta della culatta.
Fino ad allora, i sistemi in servizio non garantivano la chiusura ermetica della culatta ed erano soggetti a ritorni di fiamma che, oltre ad essere pericolosi per gli artiglieri, causavano una perdita di potenza, che li rendeva insoddisfacenti. L'otturatore scorrevole a vite interrotta con testa a fungo del sistema de Bange garantiva invece la completa tenuta dei gas di sparo. Il sistema si apriva posteriormente grazie ad una parte mobile che consentiva una rapida ed efficace retrocarica; l'otturatore veniva poi spinto dentro la culatta, con le sue sezioni filettate allineate con quelle lisce sulla parte interna della culatta; l'otturatore veniva poi ruotato in modo che le filettature impegnavano le corrispondenti filettature all'interno della culatta. L'intera manovra richiedeva pochi secondi ed era effettuata da un singolo uomo. L'otturatore era dotato di una testa a forma di fungo, che veniva sospinta dalla pressione dell'esplosione all'indietro, comprimendo una guarnizione di amianto che così si espandeva e garantiva la tenuta dei gas.

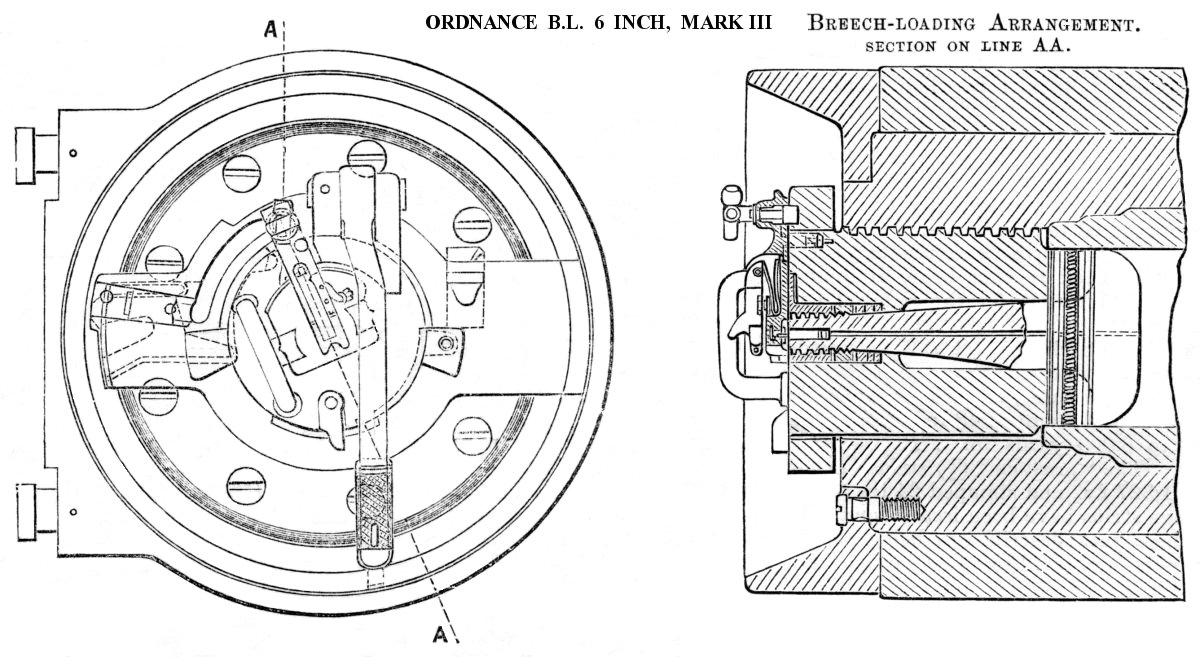
Sistema de Bange chiuso, con vista in sezione della testa a fungo.

Il sistema de Bange fu rapidamente adottato dalle forze armate francesi, oltre che dalla Royal Navy e dalla United States Navy. La rapidità di ricarica era in realtà inficiata dall'assenza di un sistema di assorbimento del rinculo, che costringeva a riallineare il pezzo dopo ogni sparo.

### Applicazione sui cannoni
Nel 1873, Charles Ragon de Bange divenne direttore dell'Ateliers de précision, con il compito di riprogettare tutte le artiglierie dell'esercito, basandole sul sistema da lui inventato. I pezzi de Bange progettati ed adottati dall'Armée furono:
- il cannone da 80 mm Mle 1877 per l'artiglieria a cavallo;
- il cannone da 80 mm Mle 1878 per l'artiglieria da montagna;
- il cannone da 90 mm Mle 1877 per l'artiglieria campale;
- il cannone da 120 mm L Mle. 1878 per l'artiglieria d'assedio e da fortezza;
- il cannone da 155 mm L Mle. 1877 per l'artiglieria d'assedio e da fortezza;
- il cannone da 155 mm C Mle 1881 per l'artiglieria d'assedio e da fortezza;
- il cannone da 194 mm C Mle 1870 per l'artiglieria costiera;
- il mortaio da 220 mm Mle 1880 per l'artiglieria d'assedio e da fortezza;
- il cannone da 240 mm Mle 1884 per l'artiglieria d'assedio, da fortezza e costiera;
- il mortaio da 270 mm Mle 1885 per l'artiglieria d'assedio e costiera.
- il mortaio da 270 mm Mle 1889 per l'artiglieria costiera.

Questi sistemi d'arma si fecero onore durante le guerre coloniali ma soprattutto durante la prima guerra mondiale; la grande carenza di bocche da fuoco ne richiese il massiccio uso su tutti i fronti. Alcuni cannoni de Bange erano ancora in servizio durante la seconda guerra mondiale.

## Galleria d'immagini

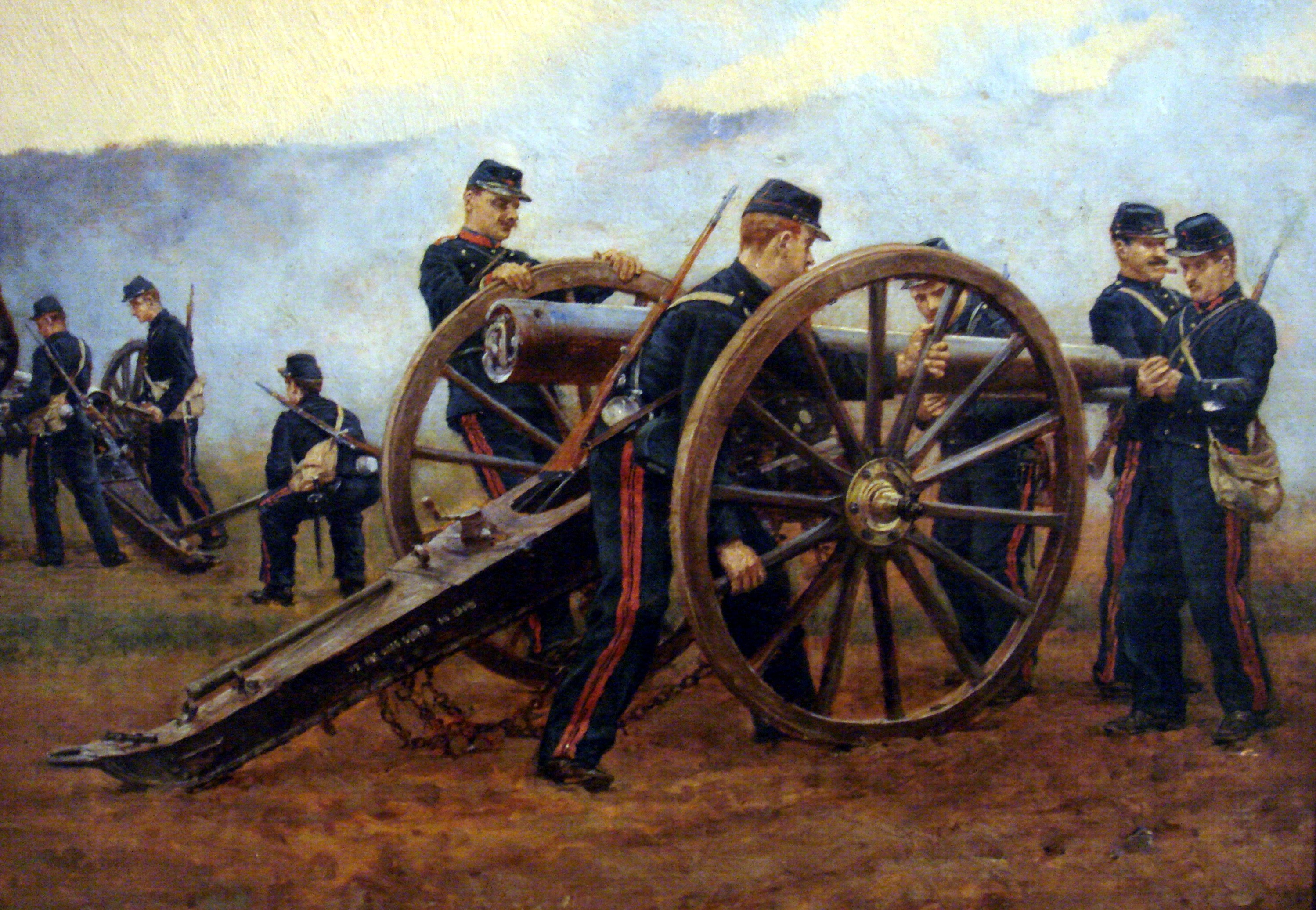
Un 90 mm de Bange in azione; dipinto di Etienne-Prosper Berne-Bellecourt, 1898.
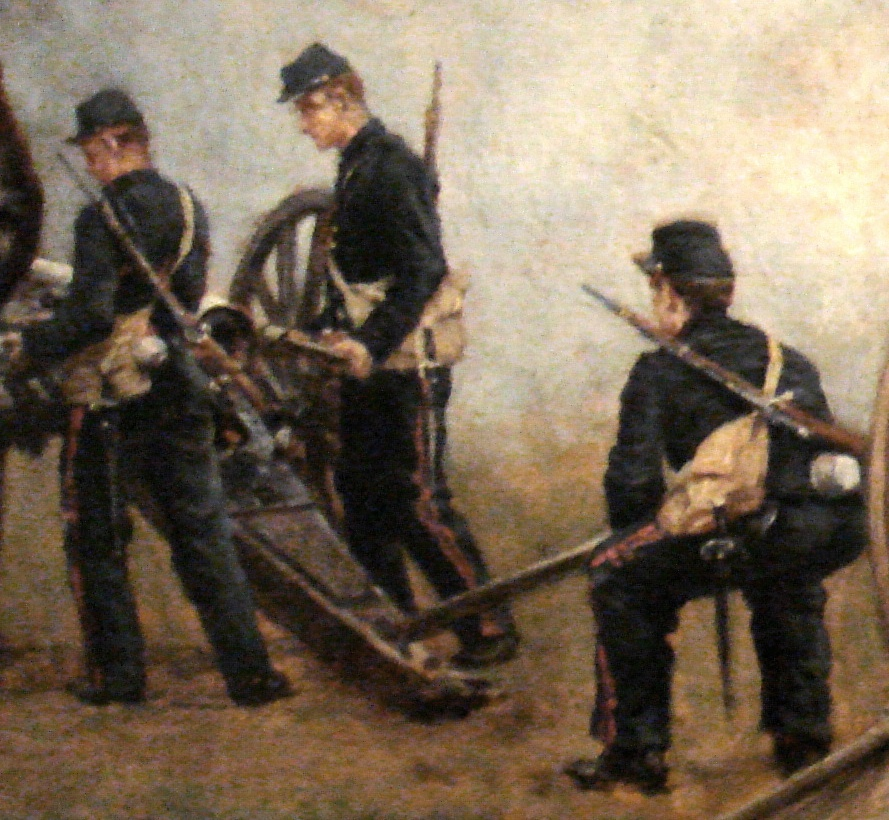
Caricamento di un 90 mm de Bange; particolare.
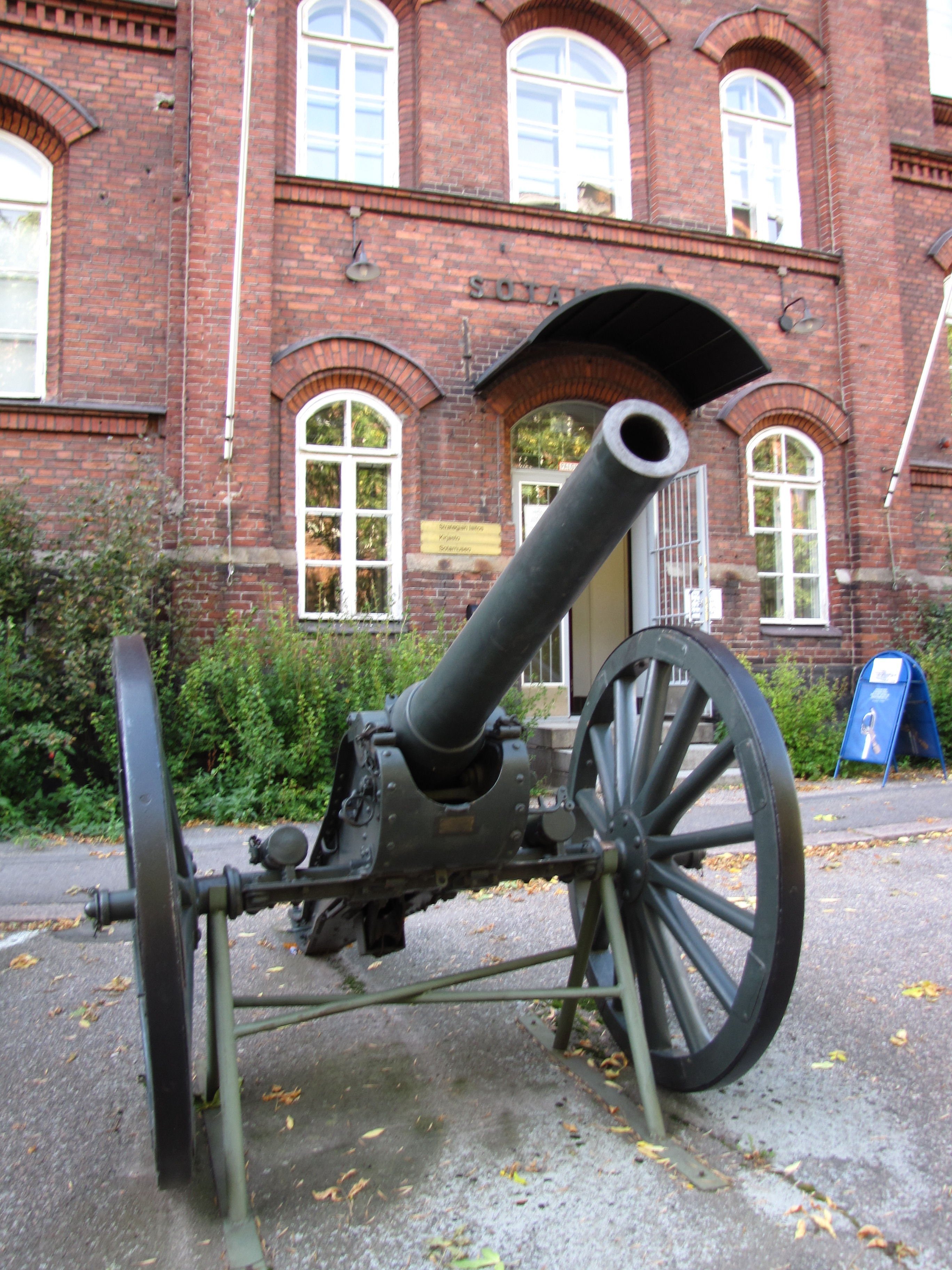
Un 90 mm de Bange davanti al Museo militare di Finlandia.
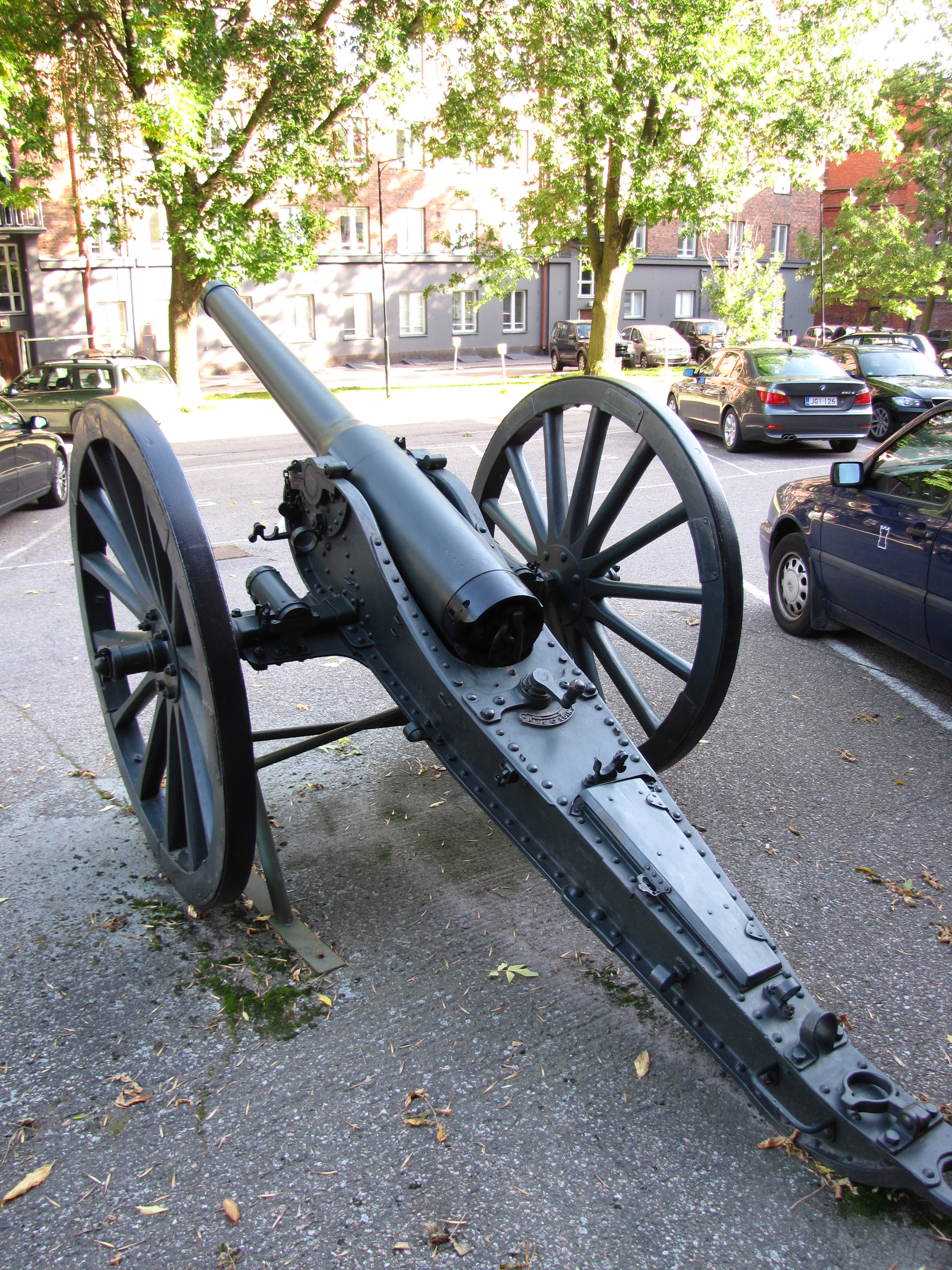
Un 90 mm de Bange davanti al Museo militare di Finlandia.
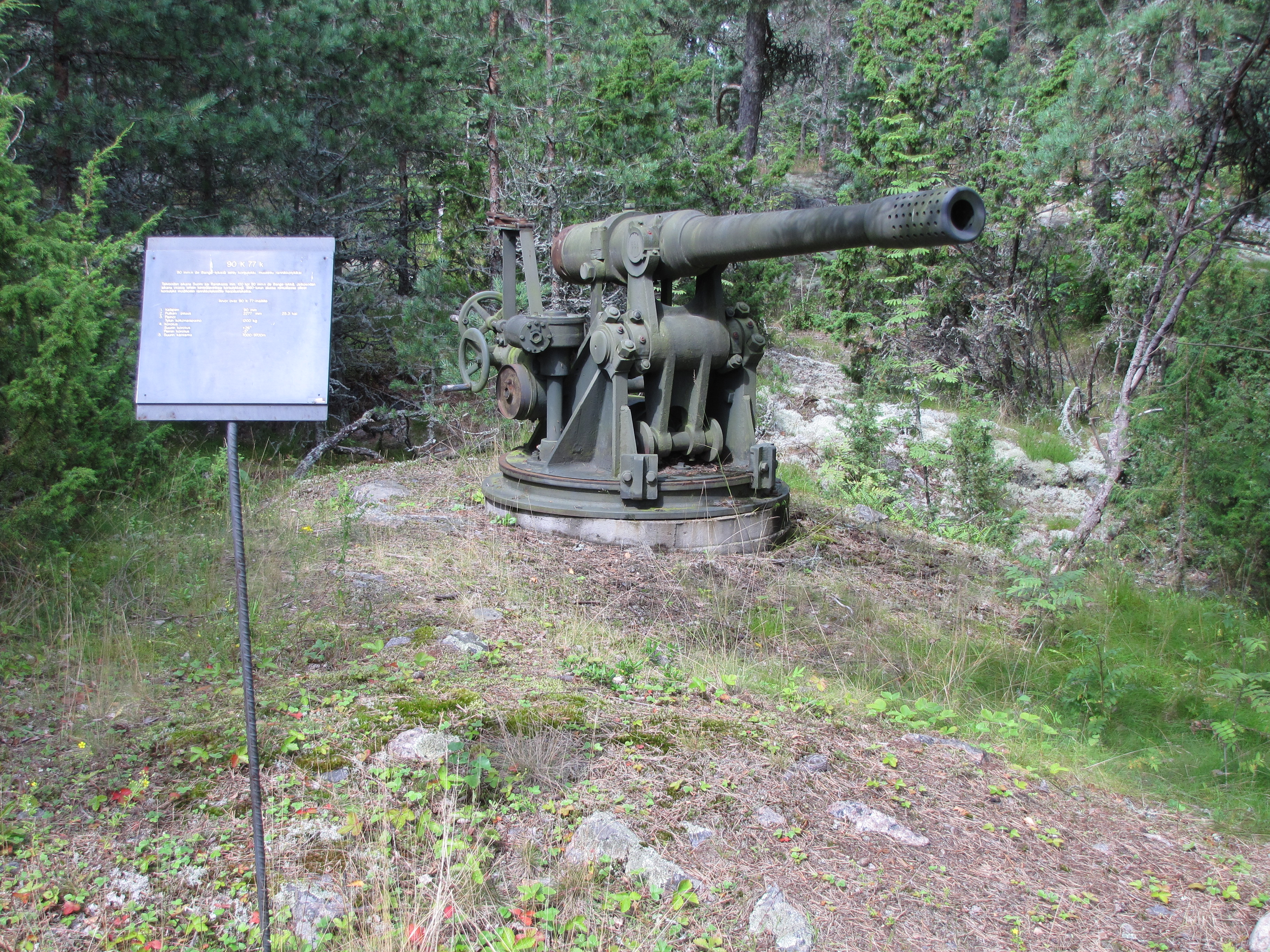
Un 90 mm de Bange donato ai finlandesi durante la seconda guerra mondiale ed utilizzato come cannone da fortezza.
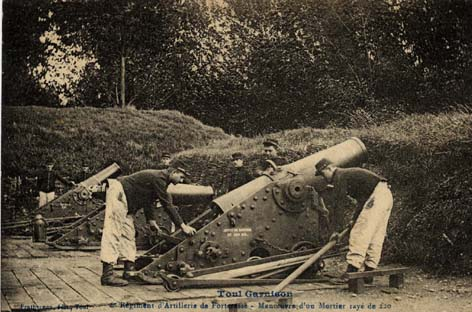
Un mortaio da 220 mm de Bange della Piazza militare di Toul, 1880 circa.
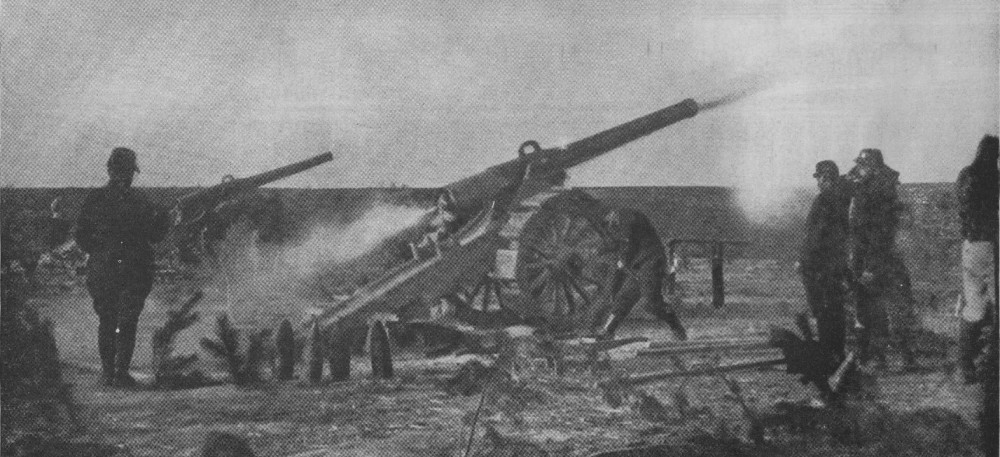
Un 155 mm L in azione nel 1915.
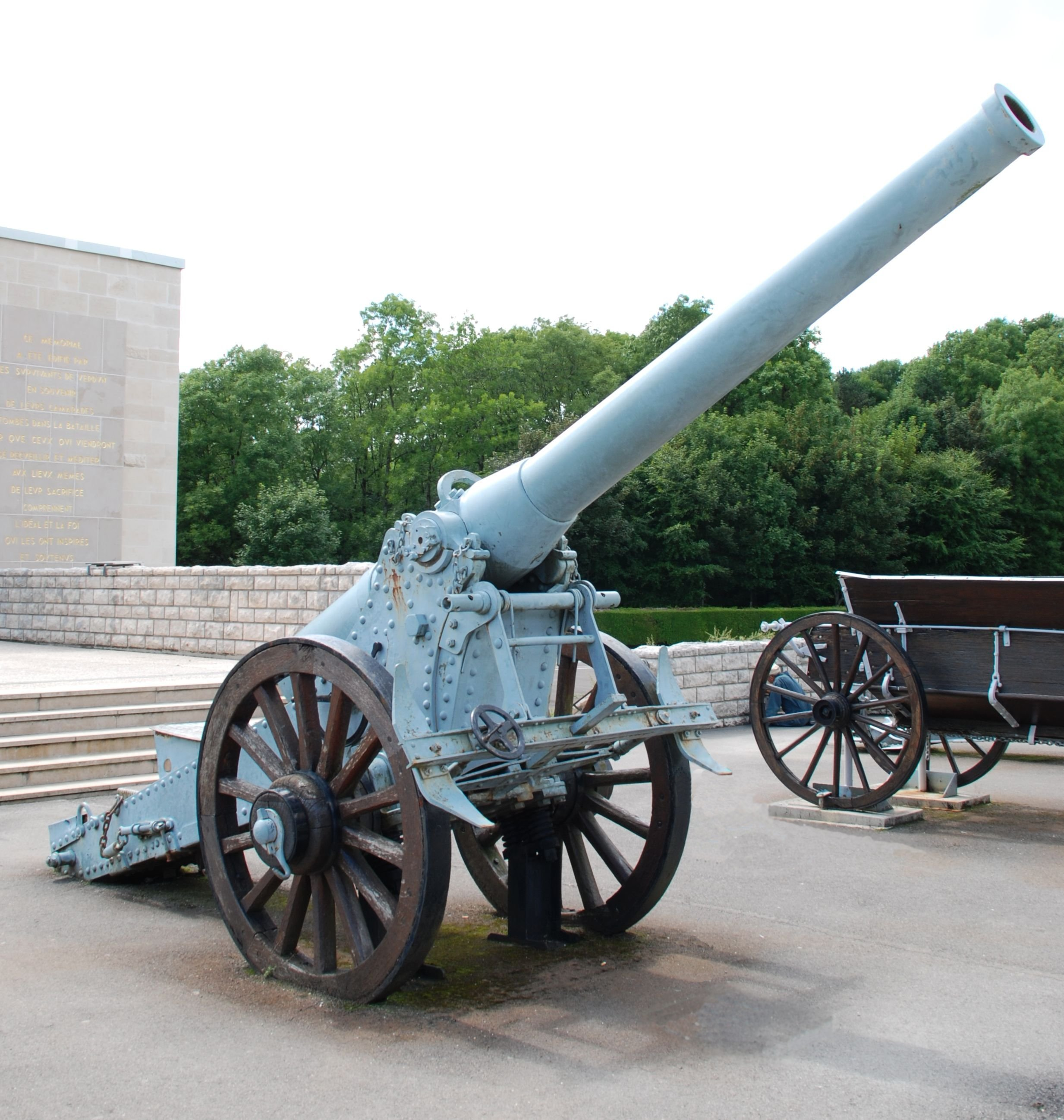
Un 155 mm L esposto davanti al Memoriale della battaglia di Verdun.
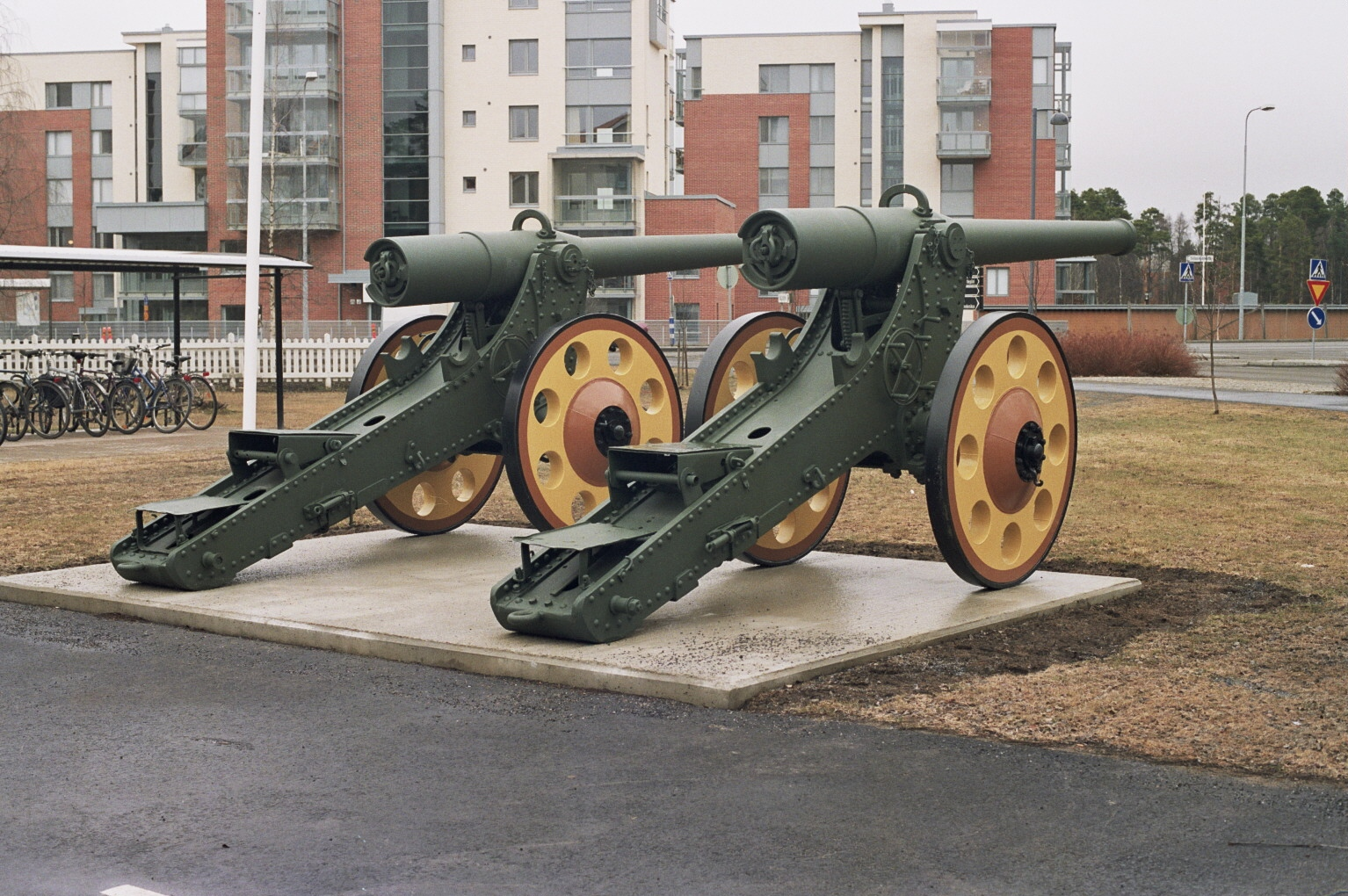
Due 155 mm de Bange a Oulu (Finlandia).
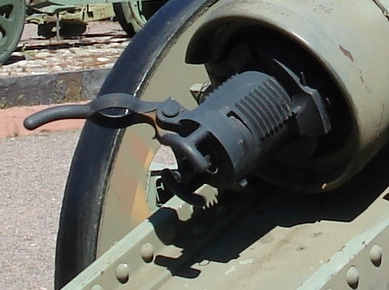
Otturatore aperto di un 155 mm de Bange.